# Trygonoptera mucosa
Trygonoptera mucosa là một loài cá đuối trong họ Urolophidae, sống trong cá đáy biển bằng cát hoặc có cỏ biển ngoài khơi tây nam Úc từ Perth đến Vịnh St Vincent.